# Whirlwind I

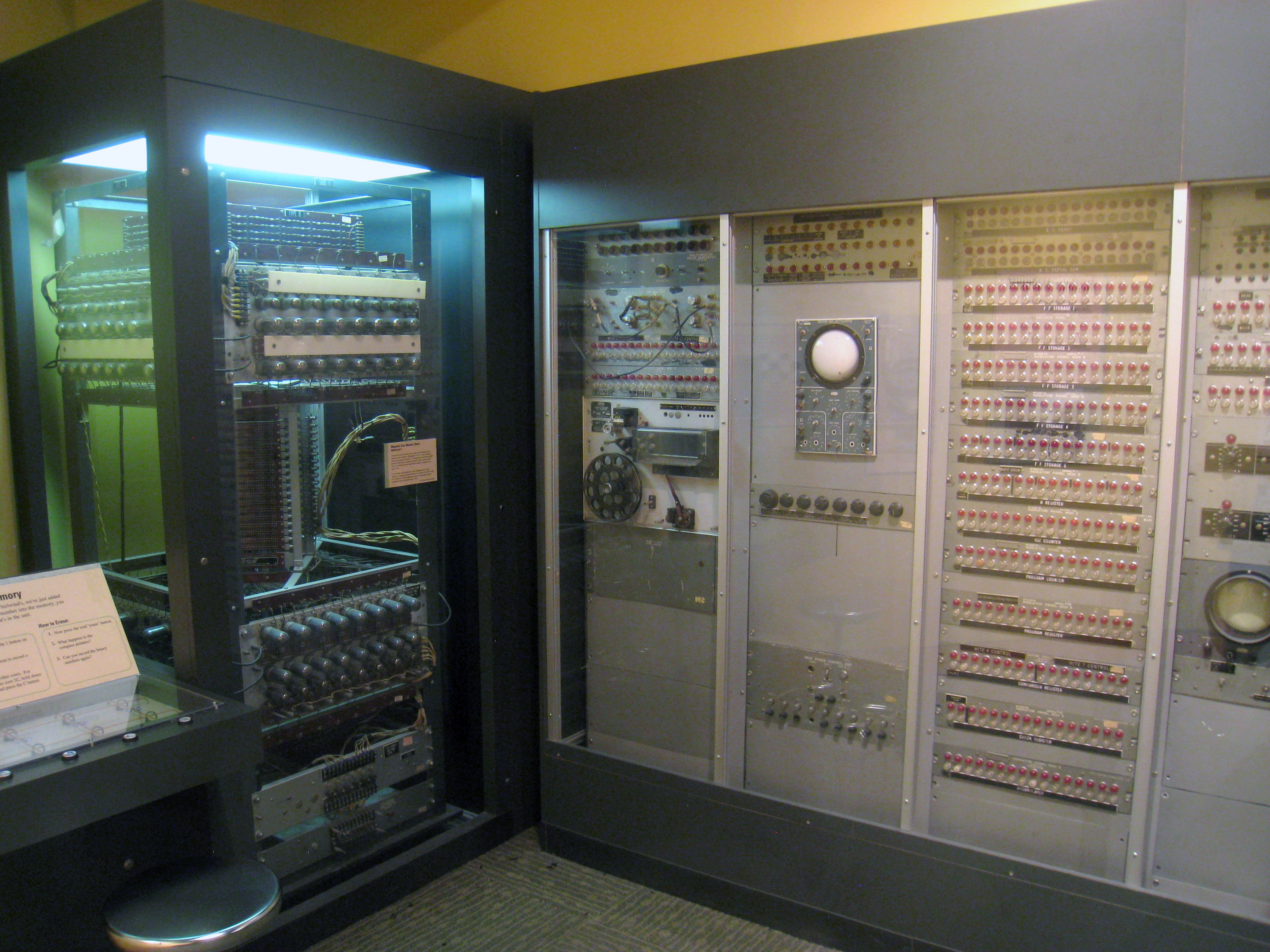
Quelques parties du Whirlwind I : mémoire centrale (à la gauche) et console de l'opérateur.

Whirlwind I est un ordinateur à tubes à vide mis au point par le Servomechanisms Laboratory du  MIT pour le compte de l’US Navy entre 1945 et 1951 ; il a ensuite servi jusque dans les années 1980. C'est l'un des premiers ordinateurs numériques qui produit des sorties en temps réel, le premier à employer de la mémoire à tores de ferrites, et l'un des premiers qui ne tend pas à simplement copier des calculateurs mécaniques antérieurs. Il servira de modèle pour la conception du Whirlwind II, lequel inspirera à son tour le système de défense aérienne SAGE de l’United States Air Force et, de façon indirecte, la plupart des ordinateurs d'affaires et les mini-ordinateurs fabriquées dans les années 1960.

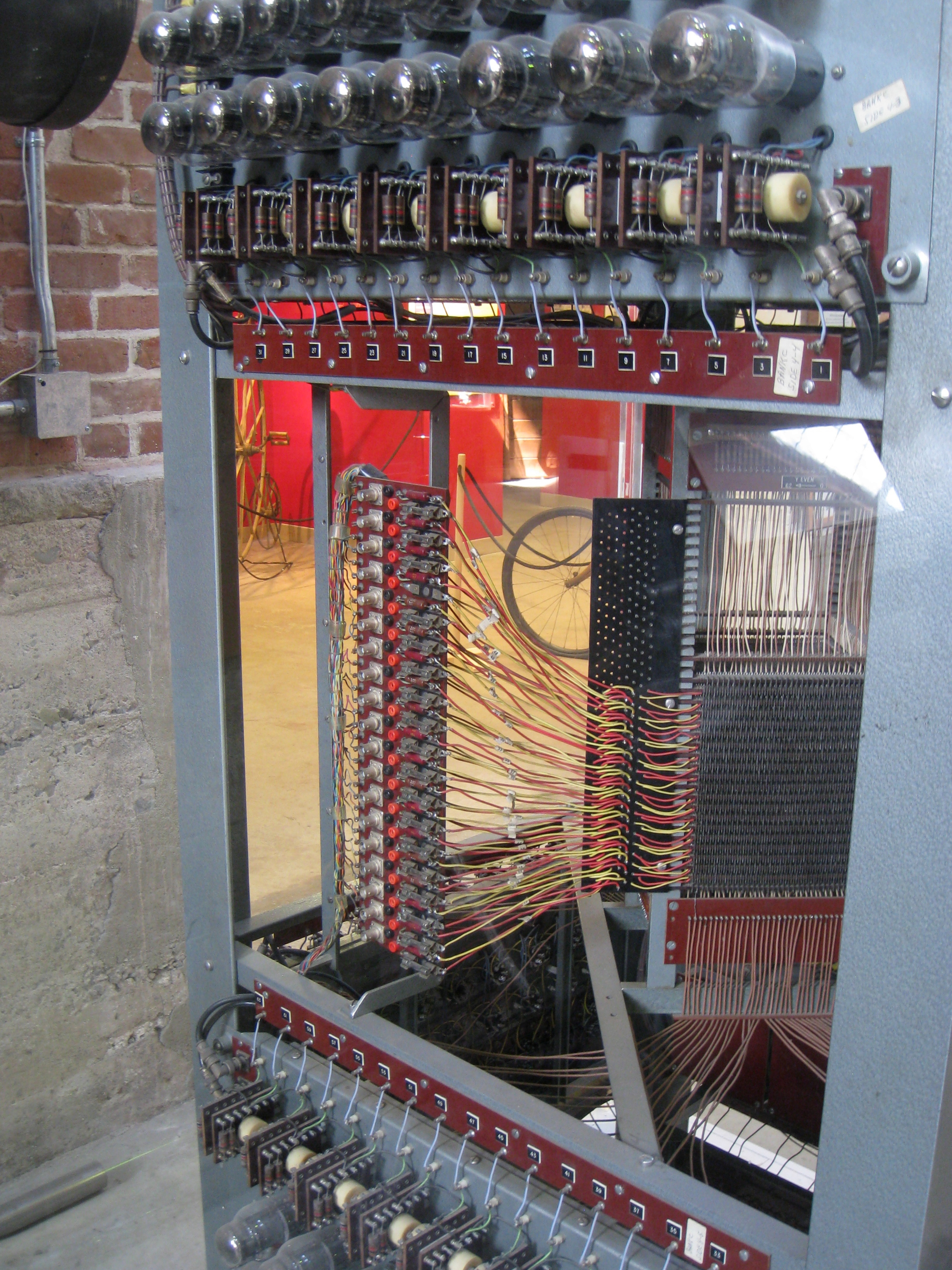
Mémoire centrale du Whirlwind I.

Mené dans le contexte de la guerre froide, le développement du Whirlwind I se fait sous l'égide du Whirlwind Program ou du Whirlwind Project, lesquels sont mandatés à la fois par l’Office of Naval Research et l’United States Air Force.
Mis en service en 1951, le Whirlwind I sera plus tard intégré dans le système de défense aérienne SAGE. Le dernier ordinateur de ce type sera arrêté en 1983.